# Miami Arena
Miami Arena var en inomhusarena i Miami, Florida i USA. Den hade en publikkapacitet på 16 640 åskådare. Inomhusarenan började byggas den 4 augusti 1986 och invigdes den 9 juli 1988. Den användes som hemmaarena för Florida Panthers (1993–1998), Miami Heat (1988–1999), Miami Hurricanes basketlag (1988–2002) och Miami Matadors (1998–1999).
Inomhusarenan stängdes och revs under 2008.